# جیغ‌کش قهوه‌ای شمالی
جیغ‌کش قهوه‌ای شمالی (نام علمی: Alouatta guariba guariba) نام یک زیرگونه از گونه جیغ‌کش قهوه‌ای است.